# 先天図
先天図（せんてんず）とは、北宋の儒学者邵雍が考えた易卦の生変に関する学説にもとづく次序や方位によって八卦および六十四卦を配した図である。邵雍はこの図の原作者を天地自然に象って八卦を創り出した伏羲とし、それを復元したと考えた。一方、現行『周易』における卦の配列、すなわち従来の易伝によって示された次序や方位によって卦を配列した図は後天図（こうてんず）と呼ばれ、その作者は周の文王とされる。

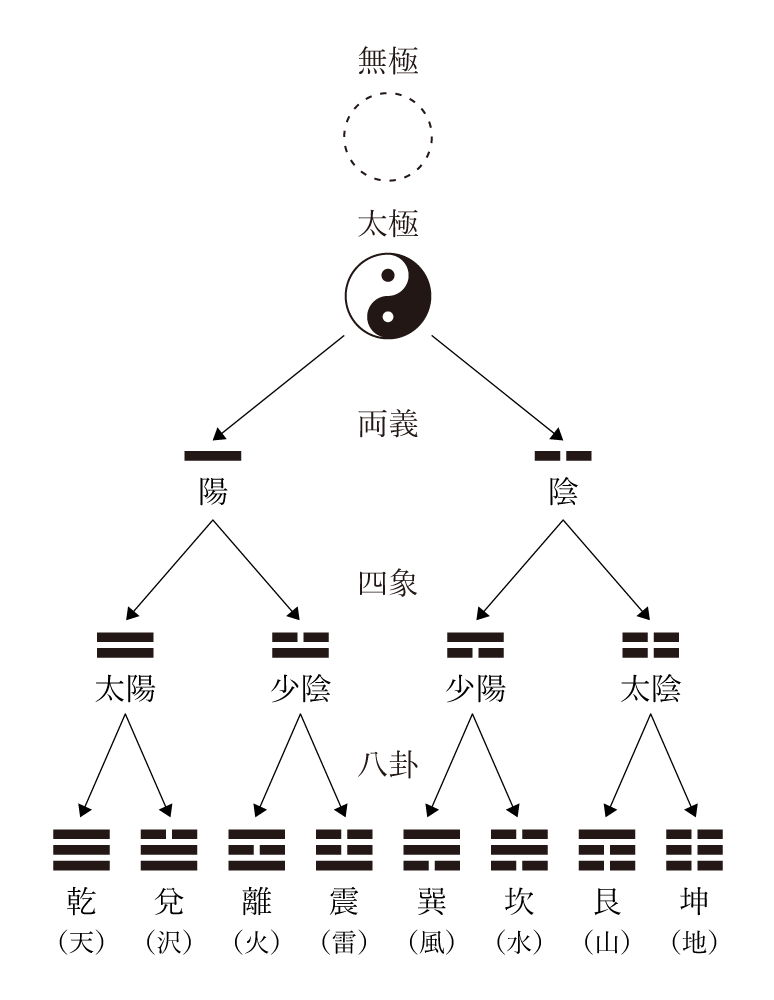
八卦の生成

先天図における卦の生成過程は太極から始まる宇宙生成論を表すとして朱子学において重視された。

## 概要
易の繋辞下伝に伏羲が天地自然に象って卦を作ったという記述があり、邵雍は伏羲が「天地に先んずる」森羅万象の生成にもとづいて作った易卦の生成原理を明らかにしようとした。『皇極経世書』観物外篇に「一変して二、二変して四、三変して八卦成る。四変して十有六、五変して三十有二、六変して六十四卦備わる」とあり、八卦について言えば、「一変して二」とは乾を始めとして上爻の陽を陰に変化させると兌ができることをいい、「二変して四」とは乾・兌の中爻を変化させることで離・震ができることをいい、「三変して八卦成る」は乾・兌・離・震の初爻を変化させることで巽・坎・艮・坤ができることをいう。これによって乾一・兌二・離三・震四・巽五・坎六・艮七・坤八という次序が導かれる。それを陰が極まった坤を子（北、下）に、陽が極まった乾を午（南・上）にして八方に配すると、説卦伝にいう「天地定位、山沢通気、雷風相薄、水火不相射」と符合する乾と坤、艮と兌、震と巽、坎と離が相対する位置に置かれることになり、また東北（右下）から震・離・兌・乾・巽・坎・艮・坤の順に陰陽が消長する順になる。
六十四卦についても同様の原理で乾→夬→大有・大壮→小畜・需・大畜・泰…の順で次序と方位が導き出される。これを右から左、下から上へと8行8列に配した方図と坤を子（北、下）に、乾を午（南・上）にして円環状に配した円図が描かれた。朱震は『漢上易伝』において円図の内部に方図を含んだものを「伏羲八卦図」（ここでいう八卦とは六十四卦を統言する語）という名で掲載し、邵雍から王豫へ伝えられて鄭夬が得たものと説明した。後に朱熹はこれを「伏羲六十四卦方位図」と改名している。
また「一分かれて二と為り，二分かれて四と為り、四分かれて八と為り、八分かれて十六となり、十六分かれて三十二と為り、三十二分かれて六十四と為る。故に曰く、陰を分かち陽を分かち、易は六位にして章を成すなり、と」という記述があり、これにもとづき南宋の朱熹は「1→2→4→8→16→32→64」という加一倍法を繋辞上伝の「太極→両儀→四象→八卦」と結びつけて、陰陽2爻の積み重ねによって2の等比数列で卦が生成されることを表していると解釈した。これにより両儀は陰爻と陽爻、四象は爻を二つ重ねた太陽・少陰・少陽・太陰とした。そして自らの著書『周易本義』に「伏羲八卦次序図」「伏羲八卦方位図」「伏羲六十四卦次序図」「伏羲六十四卦方位図」といった名称で先天諸図を掲載した。
|        | 乾   | 夬   | 大有 | 大壮 | 小畜 | 需   | 大畜 | 泰   | 履   | 兌   | 睽   | 帰妹 | 中孚 | 節   | 損   | 臨   | 同人 | 革   | 離   | 豊   | 家人 | 既済 | 賁   | 明夷 | 无妄 | 随   | 噬嗑 | 震   | 益   | 屯   | 頤   | 復   | 姤   | 大過 | 鼎   | 恒   | 巽   | 井   | 蠱   | 升   | 訟   | 困   | 未済 | 解   | 渙   | 坎   | 蒙   | 師   | 遯   | 咸   | 旅   | 小過 | 漸   | 蹇   | 艮   | 謙   | 否   | 萃   | 晋   | 豫   | 観   | 比   | 剥   | 坤   |
| 六十四 |      |      |      |      |      |      |      |      |      |      |      |      |      |      |      |      |      |      |      |      |      |      |      |      |      |      |      |      |      |      |      |      |      |      |      |      |      |      |      |      |      |      |      |      |      |      |      |      |      |      |      |      |      |      |      |      |      |      |      |      |      |      |      |      |
| 三十二 |      |      |      |      |      |      |      |      |      |      |      |      |      |      |      |      |      |      |      |      |      |      |      |      |      |      |      |      |      |      |      |      |      |      |      |      |      |      |      |      |      |      |      |      |      |      |      |      |      |      |      |      |      |      |      |      |      |      |      |      |      |      |      |      |
| 十六   |      |      |      |      |      |      |      |      |      |      |      |      |      |      |      |      |      |      |      |      |      |      |      |      |      |      |      |      |      |      |      |      |      |      |      |      |      |      |      |      |      |      |      |      |      |      |      |      |      |      |      |      |      |      |      |      |      |      |      |      |      |      |      |      |
| 八卦   | 乾   | 乾   | 乾   | 乾   | 乾   | 乾   | 乾   | 乾   | 兌   | 兌   | 兌   | 兌   | 兌   | 兌   | 兌   | 兌   | 離   | 離   | 離   | 離   | 離   | 離   | 離   | 離   | 震   | 震   | 震   | 震   | 震   | 震   | 震   | 震   | 巽   | 巽   | 巽   | 巽   | 巽   | 巽   | 巽   | 巽   | 坎   | 坎   | 坎   | 坎   | 坎   | 坎   | 坎   | 坎   | 艮   | 艮   | 艮   | 艮   | 艮   | 艮   | 艮   | 艮   | 坤   | 坤   | 坤   | 坤   | 坤   | 坤   | 坤   | 坤   |
| 四象   | 太陽 | 太陽 | 太陽 | 太陽 | 太陽 | 太陽 | 太陽 | 太陽 | 太陽 | 太陽 | 太陽 | 太陽 | 太陽 | 太陽 | 太陽 | 太陽 | 少陰 | 少陰 | 少陰 | 少陰 | 少陰 | 少陰 | 少陰 | 少陰 | 少陰 | 少陰 | 少陰 | 少陰 | 少陰 | 少陰 | 少陰 | 少陰 | 少陽 | 少陽 | 少陽 | 少陽 | 少陽 | 少陽 | 少陽 | 少陽 | 少陽 | 少陽 | 少陽 | 少陽 | 少陽 | 少陽 | 少陽 | 少陽 | 太陰 | 太陰 | 太陰 | 太陰 | 太陰 | 太陰 | 太陰 | 太陰 | 太陰 | 太陰 | 太陰 | 太陰 | 太陰 | 太陰 | 太陰 | 太陰 |
| 両儀   | 陽   | 陽   | 陽   | 陽   | 陽   | 陽   | 陽   | 陽   | 陽   | 陽   | 陽   | 陽   | 陽   | 陽   | 陽   | 陽   | 陽   | 陽   | 陽   | 陽   | 陽   | 陽   | 陽   | 陽   | 陽   | 陽   | 陽   | 陽   | 陽   | 陽   | 陽   | 陽   | 陰   | 陰   | 陰   | 陰   | 陰   | 陰   | 陰   | 陰   | 陰   | 陰   | 陰   | 陰   | 陰   | 陰   | 陰   | 陰   | 陰   | 陰   | 陰   | 陰   | 陰   | 陰   | 陰   | 陰   | 陰   | 陰   | 陰   | 陰   | 陰   | 陰   | 陰   | 陰   |
|        | 太極 |      |      |      |      |      |      |      |      |      |      |      |      |      |      |      |      |      |      |      |      |      |      |      |      |      |      |      |      |      |      |      |      |      |      |      |      |      |      |      |      |      |      |      |      |      |      |      |      |      |      |      |      |      |      |      |      |      |      |      |      |      |      |      |

## ライプニッツと先天図
1703年、ドイツの数学者ライプニッツはイエズス会宣教師ジョアシャン・ブーヴェから朱熹の「伏羲六十四卦方位図」を送られ、その次序の中に自らが編み出していた2進法の計算術があるとして、陰爻 ¦ を0、陽爻 | を1と解釈し、方図の左上端の坤 ¦¦¦¦¦¦ (000000)を0として右へ剥 ¦¦¦¦¦| (000001)を1、比 ¦¦¦¦|¦ (000010)を2、観 ¦¦¦¦|| (000011)を3、豫 ¦¦¦|¦¦ (000100)を4…と番号を振っていき、右下端の乾 |||||| (111111)を63と規定した。

## 清代における先天図批判
清代になると考証学が隆盛すると、先天図のような図象にもとづく宋易は否定されるようになった。黄宗羲は『易学象数論』において朱熹が先天図にもとづいて繋辞上伝の「太極-両儀-四象-八卦」を1爻ずつを2進法的に積み重ねたものと解釈して「太極(1)→両儀(2)→四象(4)→八卦(8)→16→32→六十四卦(64)」としたことを批判し、陰陽2爻を2画組み合わせたものを四象とするなど経文に根拠のないことを明らかにし、また邵雍も太極-両儀-四象-八卦と結びつけていないことを述べた。一方、胡渭は『易図明辨』において南宋初の朱震『漢上易伝』に「陳摶は「『先天図』を以て种放に伝え、放は穆脩に伝え、穆脩は李之才に伝え、之才は邵雍に伝う」とあるのを受けて先天図が儒教に由来せず道教の道士陳摶より伝わったものだとして批判した。なお胡渭は「古太極図」と呼ばれた図像が陳摶が伝えた先天図であるとしている。